# Marcela Małachowska
Marcela Małachowska z domu Tarnawiecka (ur. 1860, zm. 8 stycznia 1912 we Lwowie) – polska właścicielka ziemska, działaczka społeczna.

## Życiorys
Była córką Marcelego Tarnawieckiego (1808-1886), adwokata krajowego, siostrą Ludwika (ur. 1842, poległy w powstaniu styczniowym 1863).
Została żoną Godzimira Małachowskiego (1852-1908), adwokata, który był praktykantem w kancelarii jej ojca, a po jego śmierci przejął ją. W listopadzie 1891 wraz z mężem zakupili na własność majątek Dolina w powiecie sanockim, w przeszłości należący do jej ojca. Jako właściciele posiadłości tabularnej w Dolinie oboje byli uprawnieni do wyboru posła na Sejm Krajowy w kurii wielkich posiadłości okręgu wyborczego sanockiego. Po śmierci męża odziedziczyła dobra w Dolinie (na początku XX wieku posiadała tam 133 ha).
W 1894 otrzymała od komitetu wystawy krajowej we Lwowie list pochwalny w dziedzinie wytwory pracy kobiet w zakresie gospodarstwa domowego, robót ręcznych, wychowania i dobroczynności (grupa XXIV) za haft cieniowany. Dom Marceli i Godzimira Małachowskich stał się ogniskiem miejskiego życia towarzyskiego, a ona sama podczas urzędowania męża na stanowisku prezydenta Lwowa (1896-1905) wspierała opiekę nad ubogimi i ochronki dla dzieci. Udzielała się w pracy społecznej zwłaszcza w okresie prezydentury swojego męża. Do końca życia działała w towarzystwach dobroczynnych i humanitarnych. Jej mottem było powiedzenie „Nigdy nie wie lewica, co daje prawica”.

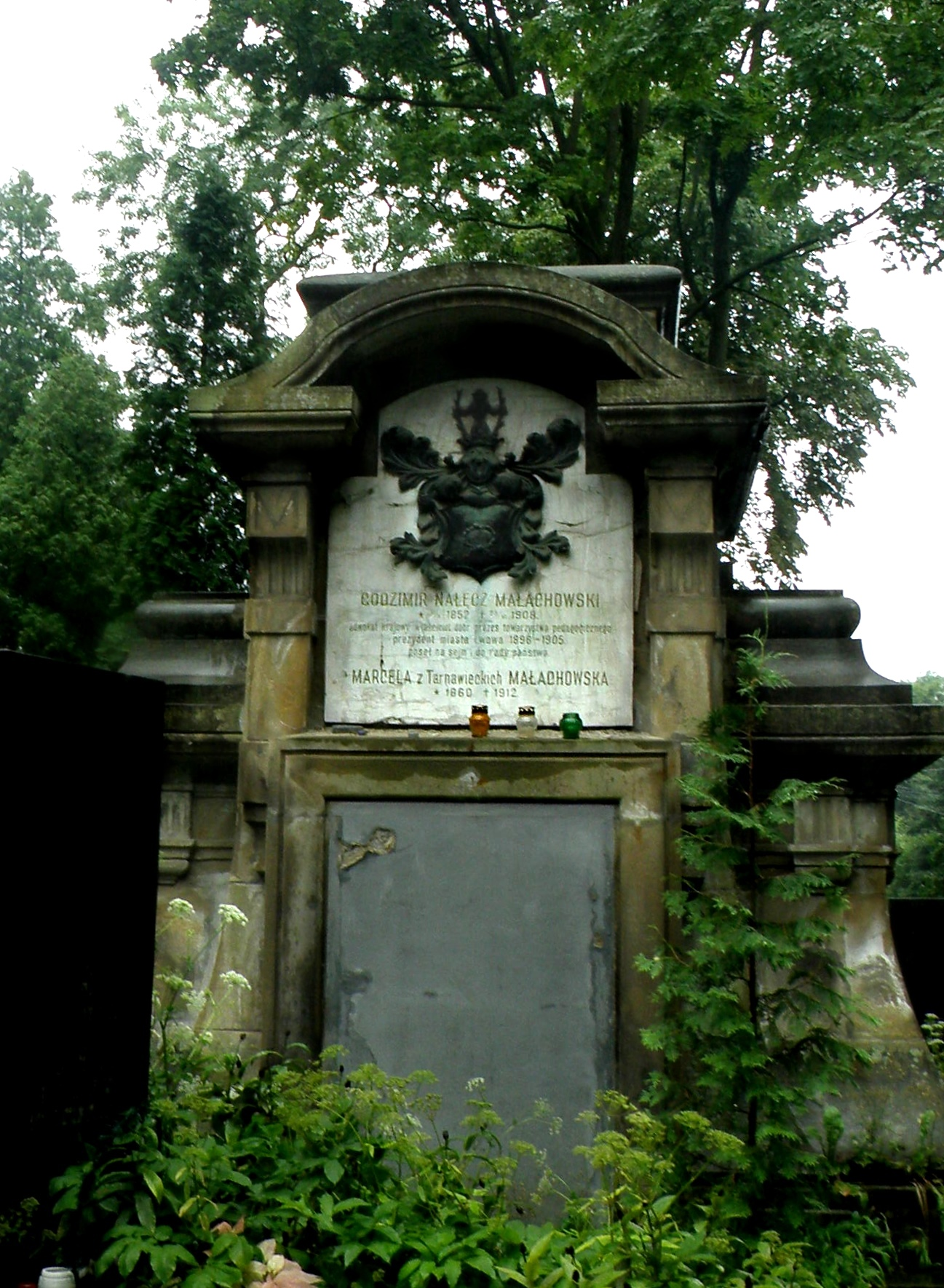
Grobowiec Małachowskich we Lwowie

Na początku 1912 zachorowała na zapalenie płuc. Zmarła 8 stycznia 1912 we Lwowie w wieku 52 lat. Została pochowana na Cmentarzu Łyczakowskim. 
Marcela i Godzimir Małachowscy mieli czworo dzieci (dwie córki i dwóch synów), byli nimi: Godzimira Maria (1886-1954, dziedziczka dóbr w Dolinie, która w 1917 została żoną Henryka Mniszek-Tchorznickiego, syna Aleksandra), Roman (1887-1944, oficer kawalerii C. K. Armii i Wojska Polskiego), Łucja oraz jeszcze jeden syn.